# 美馬沙亜弥
美馬 沙亜弥（みま さあや・1990年〈平成2年〉3月14日 - ）は、日本の女性モデル、女優である。
東京都出身。元オスカープロモーション所属で、現在はHONEST（オネスト）に所属している。日出高等学校（現：目黒日本大学高等学校）卒業。

## 略歴
4歳上の姉がモデルを始めた時、母と共に現場を訪れるようになったのがきっかけで、オスカープロモーションと契約しモデル業を開始。自身が6歳の時であった。小・中学校時代は主にカタログ広告やCM出演が多かったが、高校時代に受けたあるオーディションで落選したのを機に、モデルという仕事を見つめ直したという。
高校卒業後はショーモデルやCMの他、ドラマで女優業にも挑戦。2017年には『第59回日本レコード大賞』のステージアシスタントも務めた。
2021年5月1日付で25年間在籍したオスカープロモーションを退所し、同年8月よりHONESTに移籍した。

## 人物
- 趣味はゲーム、旅行。特技はダンス、ダーツ。
- 大木亜希子は高校の同級生である[IS 2]。2020年2月に『東京カレンダー・金曜美女劇場』[3]の撮影で再会した際、「ため息がこぼれるほど美しいな!」と喜んでいる[IS 2]。
- オスカー時代は福田樹[2]、山田美菜子[4]、山川紗弥[1]、梅本美優[注 1][IS 1]、高橋亜弓[注 2]と仲が良く、特に同い年の高橋にとっては「心臓のような存在」でもあった[6]。

## 出演

### テレビ番組
- ケン・ハラクマのラジヨガTV（BSフジ・2008年 - 2009年） - ラジヨガシスターズとして出演
- 噂の現場直行ドキュメン ガンミ!!（TBSテレビ・2014年10月11日） - ガンミ美女コーナーに出演
- 第59回日本レコード大賞（TBSテレビ・2017年12月30日）- 丸山帆成美、横町ももこと共にアシスタントとして出演[IS 3]

### テレビドラマ
- ULTRASEVEN X 第1話「DREAM」（CBC、2017年10月5日放送）
- 恋愛百景 春のドラマスペシャル〜それぞれのラブストーリー〜（テレビ朝日・2008年3月10日放送）
- 恋のから騒ぎドラマスペシャル〜LOVE STORIES〜6 「ライバルの女」（日本テレビ、2009年9月25日放送）
- ヤマトナデシコ七変化 第7話（TBSテレビ・2010年2月26日放送）
- 獣医ドリトル 第五話（TBSテレビ・2010年11月21日放送） - カメオ出演
- ラストホープ HOPE・4（フジテレビ・2013年2月5日放送）
- 西村京太郎トラベルミステリー「越後・会津殺人ルート〜必ず相席する女!?〜」（テレビ朝日・2014年3月22日放送） - 菊地詩織役
- 刑事ガサ姫3 -警視庁特命家宅捜索班-（テレビ東京、2014年6月11日放送） - カメオ出演
- コールドケース2～真実の扉～ 第6話「バブル」（WOWOW、2018年11月17日放送） - カメオ出演

### Webドラマ
- 東京カレンダー『HERO』（2020年）
  - 第1話「凋落」
  - 第2話「盛者」
  - 第3話「決意」
  - 第4話（最終回）「旅立ち」
- ユーレイの彼女と私の恋（2022年9月2日 ⁻ 23日、YouTube「MAPUTI official」） - 蓮井渓 役[7]

### 映画
- L♡DK ひとつ屋根の下、「スキ」がふたつ。（2019年） - カメオ出演

### CM
- ひかりTV「590（ゴクッ）とビアキャンペーン」（2014年） - 大槻典子と共演[8]
- KDDI「Wowma!」（2017年 - 2018年）
- docomo XR×ニトリ（2021年）[IS 6]
- プロアクティブ+

### イベント
- CEATEC JAPAN2012（2012年10月6日 - 12日、幕張メッセ） - FUJITSUブースのコンパニオン[9]
- 大阪モーターサイクルショー（2014年3月21日 - 23日、インテックス大阪） - ハーレーダビッドソンブースのモデル[注 3]
- 東京モーターサイクルショー（2014年3月28日 - 30日、東京ビッグサイト） - ハーレーダビッドソンブースのモデル[注 3]

### MV
- さかいゆう「薔薇とローズ」（2013年）
- RADWIMPS「会心の一撃」（アルバム『×と○と罪と』所収、2013年）